# Dudîn, Brodî
Dudîn (în ucraineană Дудин) este un sat în comuna Popivți din raionul Brodî, regiunea Liov, Ucraina.

## Demografie
Componența lingvistică a localității Dudîn
     Ucraineană (100%)
Conform recensământului din 2001, toată populația localității Dudîn era vorbitoare de ucraineană (100%).